# Sanada Masayuki
Sanada Awanokami Masayuki (真田 安房守 昌幸?; 1547 – 13 luglio 1611) è stato un militare giapponese daimyō del periodo Sengoku, capo più ricordato del 
clan Sanada.
Assieme a suo padre Sanada Yukitaka e ai fratelli servì il clan Takeda durante il periodo di massima ascesa, quando questo era guidato da Takeda Shingen. Dopo la caduta di Shingen, Masayuki prese la guida del suo clan e, nonostante disponesse di limitato potere politico, riuscì a emergere come uno dei daimyō indipendenti di maggiore importanza sotto il regime di Toyotomi, sapendosi destreggiare tra potenti clan come Tokugawa, Uesugi e Hōjō.
Ricordato per aver sconfitto le più forti armate dei Tokugawa nell'assedio di Ueda in due diverse occasioni, Masayuki oggi è considerato uno dei più grandi strateghi della sua era. Recentemente molte sue rappresentazioni in romanzi, film ed altre forme di media hanno contribuito a incrementare la sua popolarità.

## Biografia

### Nascita
Nacque terzo figlio di Sanada Yukitaka nel 1547 ma la data esatta rimane sconosciuta. Il suo nome d'infanzia fu Gengorō (源五郎?). Alla nascita non aveva nessun diritto di succedere al padre perché aveva due fratelli più vecchi, Nobutsuna e Masateru.

### Servitore Takeda
Nel 1553, all'età di 7 anni, fu mandato al castello Takeda nel Kai come servitore. Li entrò a far parte dello Okukinjūshū (奥近習衆?), un gruppo di sei giovani servitori vicini a Takeda Shingen. Come riportato dal Kōyō Gunkan, fu uno dei favoriti di Shingen che presto ne intuì il talento. Per questo a volte è incluso nei ventiquattro generali di Takeda Shingen assieme a suo padre ed ai suoi due fratelli.
Nel 1558 divenne figlio adottivo della famiglia Mutō, un ramo del Clan Ōi da cui discendeva la madre di Shingen, ed adottò il nome Mutō Kihei (武藤喜兵衛?). Verso il 1564 sposò Yamanote-dono (山手殿?), una figlia di Uda Yoritada che era il signore locale dalla provincia di Tōtōmi. In seguito lei dette alla luce i suoi due figli Nobuyuki e Nobushige. Durante questo periodo partecipò a numerose battaglie con il clan Takeda, compresa la quarta battaglia di Kawanakajima (1561) e la battaglia di Mimasetōge (1569). Dal 1572 in poi, si unì a Shingen nella sua campagna verso Kyoto contro i clan Oda e Tokugawa e prese parte alla battaglia di Mikatagahara.
Nel maggio 1573 Shingen morì nel mezzo della campagna e Masayuki continuò a servire il suo erede Takeda Katsuyori.
Nel 1574 suo padre Yukitaka morì. In quel tempo, suo fratello maggiore Nobutsuna aveva già preso in mano la guida del clan. Comunque, durante la disastrosa battaglia di Nagashino (1575) contro il clan Oda, entrambi i suoi fratelli Nobutsuna e Masateru furono uccisi, così tornò al suo clan e ne prese la guida. Probabilmente fu aiutato in questo da Kōsaka Masanobu, che teneva il castello di Kaizu nel nord Shinano e fu anche un importante generale del clan Takeda. Katsuyori accettò la sua richiesta senza rimostranze.
Nel 1579, un anno dopo la morte di Uesugi Kenshin, venne stipulata un'alleanza tra il clan Takeda e quello Uesugi. L'anno successivo, su ordine di Katsuyori, Masayuki invase l'ovest del Kōzuke, che era un sotto il controllo del clan Hōjō, conquistò il castello di Numata mettendolo sotto controllo dei Takeda. Nello stesso anno ricevette il titolo di Awa-no-kami (従五位下・安房守?).
Nel 1581 gli fu ordinato da Katsuyori di supervisionare la costruzione del nuovo castello di Shinpu a Nirasaki. Nello stesso anno, Numata Kageyoshi, il signore precedente del castello di Numata, cercò di riprendersi il feudo, ma Masayuki organizzò il suo assassinio per ostacolare i suoi piani.

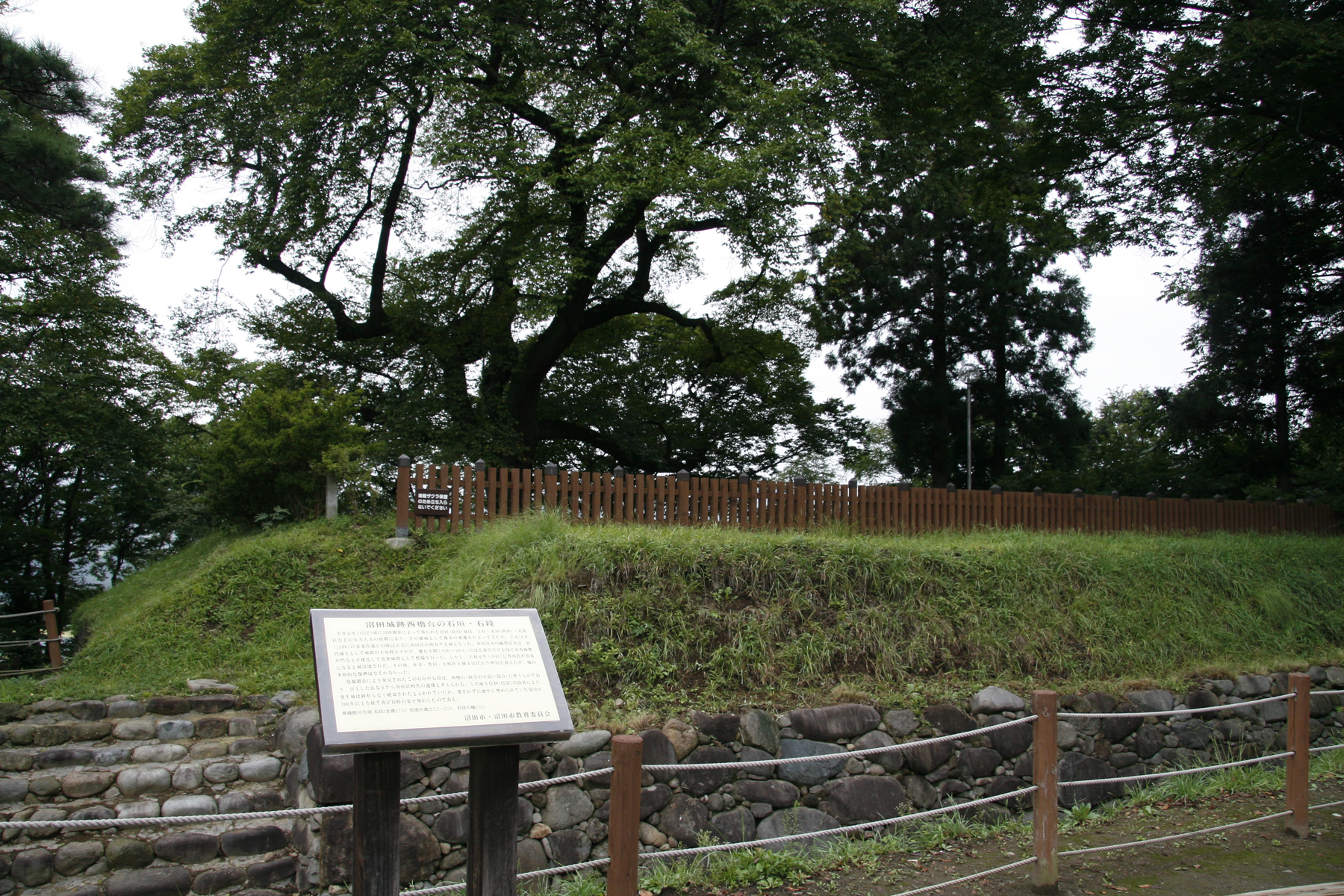
Rovine del castello di Numata

Nell'aprile 1582, Oda e Tokugawa unirono le forze e invasero i territori Takeda. Si dice che Masayuki offrì rifugio a Katsuyori consigliandogli di abbandonare la provincia del Kai e di fuggire verso i territori Sanada nel Kōzuke. Katsuyori decise tuttavia di rifugiarsi nel castello Iwadono di Oyamada Nobushige, ma fu tradito e morì a Tenmokuzan. Dopo la caduta del clan Takeda, Masayuki si sottomise a Oda Nobunaga e fu messo agli ordini di uno di suoi comandanti, Takigawa Kazumasu. Masayuki riuscì a mantenere la maggior parte delle sue terre, ma dovette consegnare il castello di Numata a Takigawa Masushigue, un parente di Kazumasu.

### Conflitto Tenshō-Jingo
Alla morte di Nobunaga, avvenuta il 21 giugno 1582, il controllo del clan Oda sui vecchi territori Takeda s'indebolì. In mezzo al caos che si era formato, i servitori Oda a cui erano stati assegnati quei territori, tra gli altri Mori Nagayoshi e Kawajiri Hidetaka, fuggirono o vennero uccisi da insurrezioni locali. Dopo questi fatti i clan Tokugawa, Hōjō e Uesugi iniziarono a muoversi per reclamare il vuoto di potere che si era creato nelle provincie di Shinano, Kōzuke e Kai. Iniziò così il conflitto chiamato Tenshō-Jingo.
Il 5 luglio Takigawa Kazumasu venne definitivamente sconfitto dall'armata Hōjō nella battaglia di Kanagawa. In quell'occasione Masayuki scortò il ritiro delle forze di Kazumasu rimaste attraverso Suwa a Shinano. Approfittando della situazione Masayuki mandò suo zio Yazawa Yoritsuna a riprendersi il castello di Numata. Inoltre mise suo figlio più grande, Nobuyuki, a comando del castello di Iwabitsu per rafforzare il confine orientale della provincia di Kōzuke. Il 10 luglio Uesugi Kagekatsu invase il nord dello Shinano. Masayuki all'inizio si schierò con gli Uesugi, ma poche settimane passò al fianco degli Hōjō. Entrambe le armate Uesugi e Hōjō si trovarono faccia a faccia a Kawanakajima il 30 luglio, ma lo scontro fu evitato poiché gli Hōjō tornarono indietro in direzione della provincia del Kai che nel frattempo era stata invasa dalle forze Tokugawa. Nel frattempo uno dei principali servitori di Uesugi, Shibata Shigeie, gli si rivoltò contro e le armate Uesugi dovettero tornare indietro dal nord dello Shinano per fronteggiarlo. A quel punto gli Hōjō erano vicini a controllare la maggior parte dello Shinano ma improvvisamente in ottobre Masayuki li tradì prestando aiuto a Yoda Nobushige, un signore locale che stava ancora resistendo dal castello di Kasuga all'avanzata degli Hōjō sotto la bandiera Tokugawa. Masayuki passò definitivamente con i Tokugawa. Di fronte a questi sviluppi Hōjō Ujinao vide la sua posizione indebolita e decise di firmare un trattato di pace e di stringere una successiva alleanza con il clan Tokugawa. Questo evento segnò la fine del conflitto dopo cinque mesi dalla morte di Oda Nobunaga. Masayuki divenne un vassallo dei Tokugawa.

### Confronto con Tokugawa
Nel 1583 Masayuki iniziò la costruzione del castello di Ueda e della città circostante. Diverrà il quartier generale del clan Sanada negli anni futuri.
Nel 1584 Tokugawa Ieyasu guidò la sua armata attraverso la provincia di Owari nella battaglia di Komaki e Nagakute contro Hashiba Hideyoshi. Masayuki fu lasciato nel nord Shinano per controllare il clan Uesugi e approfittò di questa opportunità per sottomettere i signori più piccoli e consolidare il potere nella regione. In dicembre, quando Ieyasu fece pace con Hideyoshi e tornò nei suoi territori, Masayuki fu pressato da Hōjō Ujinao perché rispettasse i termini del loro trattato.
In quel trattato, tra le altre condizioni, Tokugawa Ieyasu accettò di trasferire il castello di Numata e le terre adiacenti nella provincia di Kōzuke al clan Hōjō. Nell'aprile 1585, Ieyasu avanzò con le sue armate nella provincia del Kai per costringere Masayuki a consegnare il castello di Numata. Masayuki comunque resistette a cederlo di nuovo dopo averlo riconquistato con innumerevoli fatiche. Alla fine decise di tagliare le relazioni con Tokugawa Ieyasu e di allearsi con Uesugi Kagekatsu inviandogli il suo secondogenito Nobushige come servitore. Con questa mossa entrò nella coalizione di Hashiba Hideyoshi che si opponeva all'alleanza Tokugawa-Hōjō.
Mesi dopo le forze Tokugawa invasero i territori del clan Sanada nel nord Shinano con 7.000 uomini e cinsero d'assedio il castello di Ueda che era difeso da soli 1.200 soldati. Masayuki riuscì tuttavia a infliggere 1.300 perdite alle forze Tokugawa e colse una vittoria tanto inaspettata quanto decisiva. Nel frattempo Hōjō Ujinao attaccò il castello di Numata ma fu respinto dalle difese Sanada. Questo fu il primo assedio del castello di Ueda, una vittoria che portò a Masayuki notorietà in tutto il Giappone. In seguito a tali eventi Masayuki, da semplice servitore dei Takeda, venne riconosciuto come daimyō indipendente.

### Sotto il regime Toyotomi
Dopo la vittoria sul clan Tokugawa Masayuki divenne un vassallo di Toyotomi Hideyoshi. Per suggellare tale vassallaggio, mandò suo figlio Nobushige (a quel tempo servitore del clan Uesugi) a Osaka.
Nel 1586 il clan Hōjō cercò un'altra volta di conquistare il castello di Numata ma fu respinto. Tokugawa raccolse nuove forze e marciò nuovamente contro il castello di Ueda, ma Toyotomi Hideyoshi s'intromise. A quel tempo la forza politica e militare di Hideyoshi era superiore al clan Tokugawa e l'attacco venne bloccato. Tuttavia designò Masayuki come forza di supporto alle più numerose truppe Tokugawa nella regione. Questo significava che Masayuki rispondeva direttamente a Tokugawa Ieyasu nelle questioni militari.
L'anno successivo, il 1587, Masayuki si recò a Sunpu per incontrare Tokugawa Ieyasu. Successivamente andò a Osaka per ricevere udienza da Toyotomi Hideyoshi, e con quell'atto divenne formalmente un vassallo del regime Toyotomi.
Passarono altri due anni prima che la disputa tra i clan Sanada e Hōjō sul castello di Numata e le aree adiacenti si risolvesse. Nel 1589 Hideyoshi decise che il clan Sanada avrebbe dovuto rinunciare a tutti i suoi domini ad est del fiume Tone, compreso il castello di Numata, e che questi venissero consegnati al clan Hōjō. Di contro garantì al clan Sanada nuovi territori nel sud dello Shinano. Tuttavia alla fine di quell'anno Inomata Kuninori, un servitore del clan Hōjō che controllava il castello di Numata, decise di attaccare il vicino castello di Nagurumi sotto controllo dei Sanada, che si trovava ad ovest del fiume Tone. L'attacco andò a buon fine e il castello venne conquistato, ma questa volta Toyotomi Hideyoshi aveva imposto una regola che proibiva ai daimyō di impegnarsi in battaglia per questioni private. Questo incidente violò completamente quella regola e divenne il motivo della guerra che finì con l'assedio di Odawara del 1590 e la conseguente caduta del clan Hōjō.
Dopo la morte di Hideyoshi nel 1598, Masayuki si unì a Ishida Mitsunari durante la battaglia di Sekigahara. Masayuki mandò suo figlio più vecchio, Nobuyuki, a unirsi alla coalizione orientale dei Tokugawa, mentre lui e suo figlio più giovane Nobushige combatterono per la coalizione occidentale. Una mossa per assicurare comunque la sopravvivenza del clan Sanada. Dopo aver fortificato il castello di Ueda, Masayuki combatté contro i 38.000 uomini a capo di Tokugawa Hidetada con soli 2.000 soldati. Questo fu il secondo assedio del castello di Ueda, e, anche se non fu propriamente una vittoria, Masayuki riuscì a mettere a segno un duro colpo a Hidetada ritardando le sue forze per un tempo sufficiente che essi non furono in grado di presentarsi al principale campo di battaglia di Sekigahara in tempo.
La coalizione occidentale, guidata da Ishida Mitsunari, perse comunque la battaglia e il vittorioso Tokugawa Ieyasu ridistribuì le terre a chi lo aveva sostenuto. Masayuki e Nobushige inizialmente dovevano essere giustiziati ma, grazie al contributo di Nobuyuki nella coalizione orientale, vennero esiliati a Kudoyama nella provincia del Kii. La guida del clan Sanada fu ereditata da Sanada Nobuyuki.
Sanada Masayuki morì a Kudoyama nel 1611.

## Eredità
Anche se Masayuki non riuscì a espandere i suoi territori come altri daimyō dell'epoca, viene tuttavia considerato un daimyō di talento, segnato da eventi sfortunati e dai terreni poveri che circondavano il suo dominio principale. Toyotomi Hideyoshi descrisse Masayuki come una persona di cui non ci si poteva fidare e dalla fedeltà volatile. Tuttavia, fu esattamente il suo stipulare alleanze temporanee e volatili che permise al clan Sanada di sopravvivere all'assalto dei clan ostili, e, dal periodo Edo in poi, il suo nome venne ampiamente lodato.